# Osteocarpum
Osteocarpum es un género de plantas fanerógamas  pertenecientes a la familia Amaranthaceae. Comprende 5 especies descritas y  aceptadas.

## Taxonomía
El género fue descrito por Ferdinand von Mueller y publicado en Transactions and Proceedings of the Philosophical Institute of Victoria 2: 77. 1858. La especie tipo es: Osteocarpum salsuginosum F. Muell.

## Especies aceptadas
A continuación se brinda un listado de las especies del género Osteocarpum aceptadas hasta octubre de 2012, ordenadas alfabéticamente. Para cada una se indica el nombre binomial seguido del autor, abreviado según las convenciones y usos.
- Osteocarpum acropterum (F. Muell. & Tate) Volkens
- Osteocarpum dipterocarpum (F. Muell.) Volkens
- Osteocarpum pentapterum (F. Muell. & Tate) Volkens
- Osteocarpum salsuginosum F. Muell.
- Osteocarpum scleropterum (F. Muell.) Volkens